# دینگ دانگ (تگزاس)
دینگ دانگ، تگزاس(به انگلیسی: Ding Dong, Texas) شهری در ایالت تگزاس از ایالات جنوبی ایالات متحده آمریکا است.